# Pasquale Schiano
Pasquale Schiano (Bacoli, 26 aprile 1905 – Bacoli, 30 novembre 1987) è stato un politico e avvocato italiano.

## Biografia
A Napoli fu tra gli organizzatori dei primi gruppi di riscossa antifascista meridionale, poi prese poi parte alla guerra di liberazione. Fu nel 1942 tra i fondatori del Partito d'Azione, nel 1945 fece parte della Consulta nazionale e fu sottosegretario al Ministero della marina nel Governo De Gasperi I. 
Dopo lo scioglimento del Partito d'Azione, nel 1947 aderì al Partito Socialista Democratico Italiano, con cui venne eletto deputato nel 1958. Un anno più tardi passò al Partito Socialista Italiano, concludendo poi il proprio mandato parlamentare nel 1963.
In seguito fu presidente dell'ente autonomo Volturno e successivamente presidente dell'Istituto campano per la storia della Resistenza.
Morì a 82 anni nel novembre del 1987.